# Bandai Hiroki
Bandai Hiroki (萬代 宏樹 Bandai Hiroki,  sinh ngày 19 tháng 2 năm 1986 ở Sendai, Nhật Bản) là một cầu thủ bóng đá người Nhật Bản thi đấu cho Nagano Parceiro.

## Thống kê sự nghiệp
Cập nhật đến ngày 31 tháng 1 năm 2018.
| Thành tích câu lạc bộ | Thành tích câu lạc bộ | Thành tích câu lạc bộ | Giải vô địch | Giải vô địch | Cúp                   | Cúp                   | Cúp Liên đoàn | Cúp Liên đoàn | Tổng cộng | Tổng cộng |
| Mùa giải              | Câu lạc bộ            | Giải vô địch          | Số trận      | Bàn thắng    | Số trận               | Bàn thắng             | Số trận       | Bàn thắng     | Số trận   | Bàn thắng |
| Nhật Bản              | Nhật Bản              | Nhật Bản              | Giải vô địch | Giải vô địch | Cúp Hoàng đế Nhật Bản | Cúp Hoàng đế Nhật Bản | J. League Cup | J. League Cup | Tổng cộng | Tổng cộng |
| --------------------- | --------------------- | --------------------- | ------------ | ------------ | --------------------- | --------------------- | ------------- | ------------- | --------- | --------- |
| 2004                  | Vegalta Sendai        | J2 League             | 36           | 4            | 1                     | 0                     | -             | -             | 37        | 4         |
| 2005                  | Vegalta Sendai        | J2 League             | 14           | 1            | 1                     | 0                     | -             | -             | 15        | 1         |
| 2006                  | Vegalta Sendai        | J2 League             | 17           | 2            | 0                     | 0                     | -             | -             | 17        | 2         |
| 2007                  | Vegalta Sendai        | J2 League             | 40           | 14           | 0                     | 0                     | -             | -             | 40        | 14        |
| 2008                  | Júbilo Iwata          | J1 League             | 20           | 3            | 2                     | 0                     | 5             | 1             | 27        | 4         |
| 2009                  | Júbilo Iwata          | J1 League             | 7            | 0            | 1                     | 0                     | 4             | 0             | 12        | 0         |
| 2010                  | Sagan Tosu            | J2 League             | 26           | 2            | 2                     | 1                     | -             | -             | 28        | 3         |
| 2011                  | Thespa Kusatsu        | J2 League             | 35           | 8            | 1                     | 0                     | -             | -             | 36        | 8         |
| 2012                  | Montedio Yamagata     | J2 League             | 32           | 4            | 0                     | 0                     | -             | -             | 32        | 4         |
| 2013                  | Montedio Yamagata     | J2 League             | 27           | 5            | 2                     | 0                     | -             | -             | 29        | 5         |
| 2014                  | Montedio Yamagata     | J2 League             | 30           | 2            | 3                     | 2                     | -             | -             | 33        | 4         |
| 2015                  | Montedio Yamagata     | J1 League             | 5            | 0            | 1                     | 0                     | 5             | 2             | 11        | 2         |
| 2016                  | Mito HollyHock        | J2 League             | 13           | 1            | 1                     | 0                     | -             | -             | 14        | 1         |
| 2017                  | Mito HollyHock        | J2 League             | 1            | 0            | 1                     | 0                     | -             | -             | 2         | 0         |
| 2017                  | Nagano Parceiro       | J3 League             | 15           | 4            | –                     | –                     | –             | –             | 15        | 4         |
| Tổng cộng sự nghiệp   | Tổng cộng sự nghiệp   | Tổng cộng sự nghiệp   | 318          | 50           | 16                    | 3                     | 14            | 3             | 348       | 56        |